# 2483 Guinevere
2483 Guinevere eller 1928 QB är en asteroid i huvudbältet, som upptäcktes 17 augusti 1928 av den tyske astronomen Max Wolf i Heidelberg. Den är uppkallad efter Gueneveri legenden om kung Artur.
Asteroiden har en diameter på ungefär 35 kilometer och den tillhör asteroidgruppen Hilda.